# Chli Bielenhorn
Das Chli Bielenhorn (kleines Bielenhorn) ist ein 2940 m ü. M. hoher Berg in den Urner Alpen. Es liegt nördlich der Furkapassstrasse im Schweizer Kanton Uri.
Nordwestlich liegt das Gross Bielenhorn (3210 m), welches über die Untere Bielenlücke mit dem Chli Bielenhorn verbunden ist.

## Routen zum Gipfel
Die Normalroute von Osten führt ab der Albert-Heim-Hütte in rund 1,5 Stunden südlich am Tiefengletscher vorbei über maximal 30 Grad steile Hänge. Es handelt sich im Winter um eine beliebte Skitour. Der Normalweg von Westen führt über die Sidelenhütte in die Untere Bielenlücke und von dort auf den Gipfel. Kletterrouten sind auf der Süd- und Westseite zu finden.